# غلامرضا حیدری ابهری
غلامرضا حیدری ابهری، (زاده ۱ فروردین ۱۳۴۸ در تهران نویسنده و محقق در حوزه تعلیم و تربیت کودکان است.

## تحصیلات و سوابق
او تحصیلات دوره ابتدایی و راهنمایی را در تهران گذراند.
به خاطر علاقه به علوم دینی، تحصیلات دورة دبیرستان را نیمه تمام رها کرد و به شهر قم رفت. در حوزه علمیه قم، تحصیل علوم دینی را آغاز کرد و از استادان بزرگ حوزه بهره برد.
وی سه سال نیز در مرکز فرهنگ و معارف قرآن به سؤالات کتبی دانش‌آموزان پاسخ می‌داد و سه سال با دارالحدیث همکاری می‌کرده‌است.
غلامرضا حیدری ابهری، از سال ۱۳۸۶ در نمایشگاه قرآن حضور می‌یابد و به سؤالات دینی کودکان و نوجوانان پاسخ می‌دهد.

## آثار
1. خداشناسی قرآنی کودکان، پاسخ به چهل پرسش کودکان دربارهٔ خدا[۴][۵][۶]
2. دایرةالمعارف قرآن،[۷] برگزیده دهمین جشنواره کتاب رشد، تقدیر شده جشنواره کتاب دین
3. نان و نمک[۸]
4. خدا و قصه‌هایش،[۹] تقدیر شده شانزدهمین دوره کتاب فصل
5. زندگی‌نامه نهج البلاغه،[۱۰] برگزیده نخستین دوره کتاب فصل
6. فرهنگ نامه سوره‌های قرآن[۱۱]
7. پیامبر و قصه‌هایش،[۱۲] تقدیر شده هفدهمین دوره کتاب فصل
8. زیارت عاشورا در نگاهی دیگر[۱۳]
9. فرهنگ نامه سوره‌های قرآن[۱۱][۱۴]

برخی آثار وی به زبان‌های انگلیسی، عربی، اردو، مادایی و اسپانیولی ترجمه شده‌اند.

## جوایز و افتخارات
1. برگزیده شانزدهمین دوره جایزه کتاب فصل، زمستان ۱۳۸۹، تهران، برای کتاب خدا و قصه هایش[۱۷][۱۸]
2. برگزیده هفدهمین دوره جایزه کتاب فصل، بهار ۱۳۹۰، تهران، برای کتاب پیامبر و قصه هایش[۱۹][۲۰][۲۱][۲۲]
3. برگزیده دهمین جشنواره کتاب‌های آموزشی رشد، زمستان ۱۳۹۲، تهران، برای کتاب دائرةالمعارف قرآن[۲۳][۲۴]
4. برگزیده نخستین جشنواره کتاب سال رضوی، زمستان ۱۳۸۴، تهران، برای کتاب اعجاز خاک[۲۵][۲۶]